# مابا موندي هيرفورد

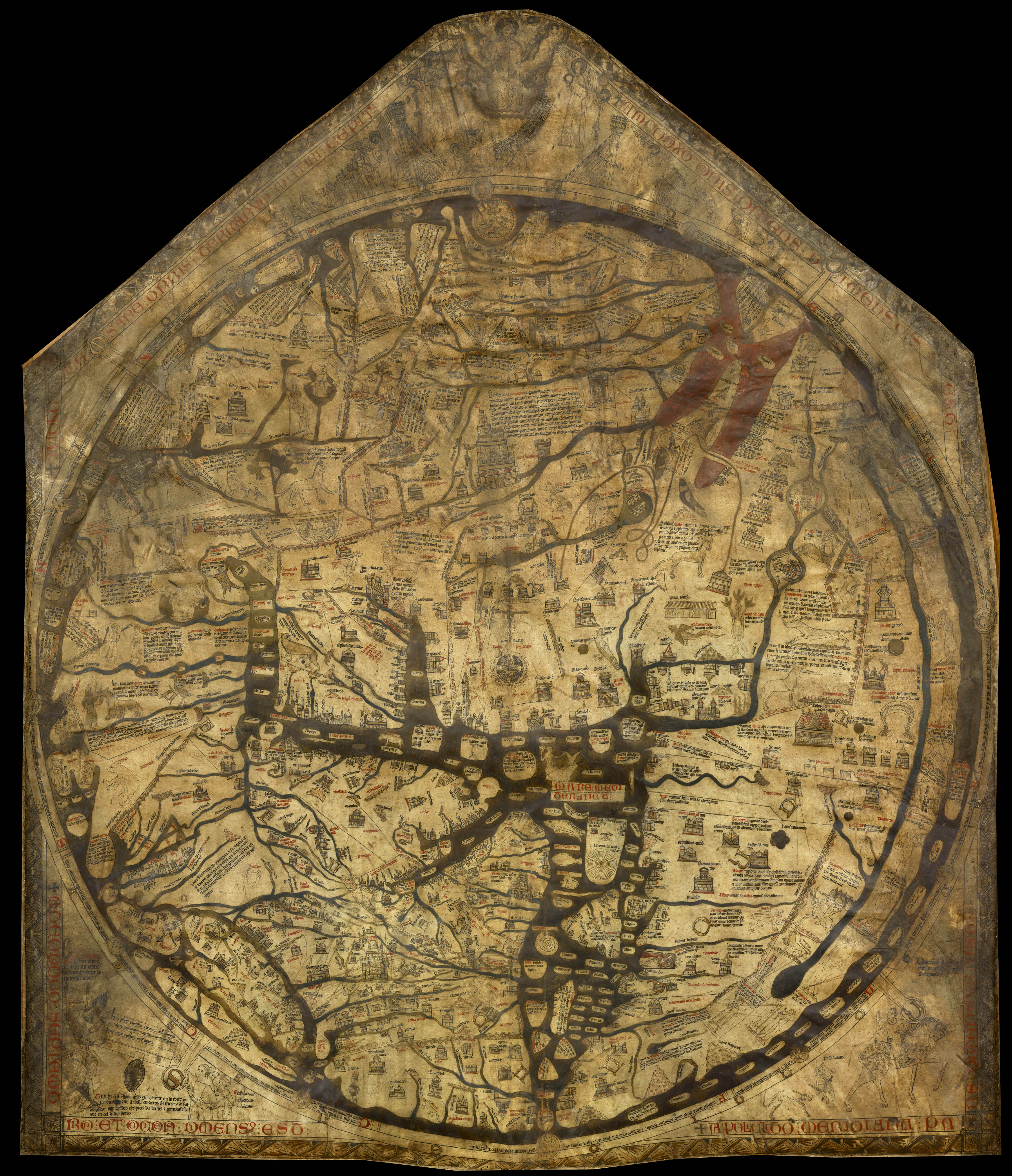
مابا موندي هيرفورد

مابا موندي هيرفورد والمعروفة (باللاتينية: mappa mundi) والمقصود بها «خريطة العالم» والتي تعود للعصور الوسطى، وهي نموذج مستمد من نمط T و O ، ويعود تاريخها إلى 1300م. يتم عرضها في كاتدرائية هيرفورد في مدينة هيرفورد، إنجلترا. وهي أكبر خريطة في العالم تعود للعصور الوسطى لا تزال معروفة. حيث دُمرت خريطة مابا موندي الأكبر منها (خريطة ابستورف)، بواسطة قصف للحلفاء على مدينة ابستورف الألمانية عام 1943، حيث لم يبقى منها إلا الصور التذكارية.

## السمات
تم رسمها على ورقة واحدة من الرق، ويبلغ قياسها 158 سم × 133 سم، وقطرها حوالي 52 بوصة (130 سم) وهي أكبر خريطة من العصور الوسطى لا تزال موجودة. الكتابة بالحبر الأسود، مع إضافة الأحمر والذهبي، والأزرق أو الأخضر. يصور 420 مدينة، و 15 حدثًا توراتيًا، و 33 حيوانًا ونباتًا، و 32 شخصًا، وخمسة مشاهد من الأساطير الكلاسيكية.
القدس مرسومة في وسط الدائرة. الشرق في الأعلى، يظهر جنة عدن في دائرة على حافة العالم. يتم رسم بريطانيا العظمى عند الحدود الشمالية الغربية (أسفل اليسار، 22 و 23). من الغريب أن تسميات إفريقيا وأوروبا معكوسة، حيث كُتبت أوروبا باللون الأحمر والذهبي على أنها «إفريقيا»، والعكس صحيح. تستند الخريطة إلى الروايات التقليدية والخرائط السابقة مثل واحدة من مخطوطة بيتوس ليبانا، وهي تشبه إلى حد بعيد خريطة ابستورف وخريطة العالم لسفر المزامير وخريطة ساولي (يُطلق عليها خطأً لفترة طويلة اسم «هنري ماينز»).

## تأليف
تم التوقيع على الخريطة أو نسبت إلى «ريتشارد أوف هالدينجهام ولافورد»، ومع ذلك، لم يتم الاتفاق على هذا الإسناد تمامًا، حيث تم اقتراح أن المستوى الرائع من التفاصيل المضمنة في الخريطة لا يمكن أن تكون لشخص واحد في إكمالها. يعتقد بعض الناس أن الخريطة أنشأها في الأصل ريتشارد من هالدينجهام ولافورد وأنه عند وفاته انتقلت إلى ابن عمه الأصغر ريتشارد دي بيلو. بمجرد أن كانت في حوزة دي بيلو، عمل دي بيلو وراعيه ريتشارد سويندفيلد على الخريطة.
كان يعتقد منذ فترة طويلة أن مابا موندي تم إنشاؤه، ليس في هيرفورد، لكن في لينكولن لأن مدينة لينكولن تم رسمها بتفاصيل كبيرة وتم تمثيلها بكاتدرائية (بدقة) تقع على تل بالقرب من النهر. من ناحية أخرى، تم تمثيل هيرفورد فقط من خلال كاتدرائية، وهي فكرة متأخرة تم رسمها بيد مُختلفة عند مقارنتها بالميزات الأخرى للخريطة. ومع ذلك، تشير الأبحاث الحديثة حول أصل الخشب في الإطار إلى أنه ربما تم إنشاؤه بالفعل في هيريفورد أو حولها.

## المواقع

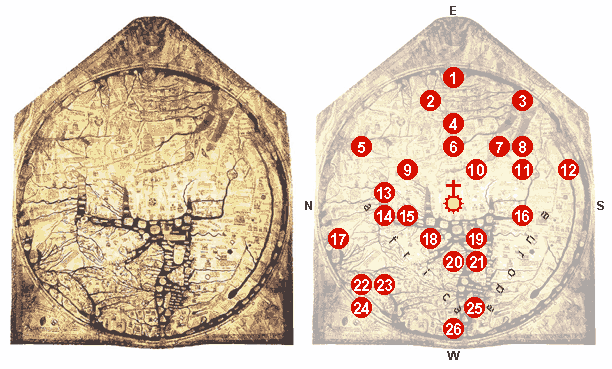
المواقع الموجودة في مابا موندي هيرفورد

0 - في مركز الخريطة: القدس، وفوقها: الصليب.
1 - الجنة محاطة بسور وحلقة من نار. خلال الحرب العالمية الثانية، طُبع هذا في الكتب المدرسية اليابانية حيث يبدو أن الفردوس يقع تقريبًا في موقع اليابان.
2 - دلتا نهر الغانج.
3 - جزيرة تابانا الرائعة، وأحيانًا تُفسر على أنها سريلانكا أو سومطرة.
4 - نهري دجلة والسند.
5- بحر قزوين وأرض يأجوج وماجوج
6- بابل والفرات.
7- الخليج الفارسي.
8 - البحر الأحمر (باللون الأحمر).
9 - سفينة نوح.
10 البحر الميت وسدوم وعمورة ونهر الاردن من بحر الجليل. أعلاه: زوجة لوط.
11- مصر مع نهر النيل.
12 - نهر النيل (؟)، أو ربما إشارة إلى المحيط الاستوائي؛ بعيدًا عن الأرض: أرض الأجناس الوحشية، وربما الأنتيبودس.
13 - بحر آزوف ونهرا دون ودنيبر؛ أعلاه: الصوف الذهبي.
14 - القسطنطينية؛ بقي منها دلتا الدانوب.
15 - بحر إيجه.
16 - دلتا النيل الكبيرة مع منارة الإسكندرية.
17 - النرويجي غانسمير الأسطوري بزلاجاته وعمود التزلج.
18 - اليونان مع جبل أوليمبوس وأثينا وكورنث
19 - جزيرة كريت في غير محلها مع متاهة مينوتور الدائرية.
20 - البحر الأدرياتيكي. إيطاليا مع روما.
21- صقلية وقرطاج، يقابلها روما.
22- اسكتلندا.
23- إنجلترا.
24- ايرلندا.
25 - جزر البليار.
26 - مضيق جبل طارق (أعمدة هرقل).

## أُنظر أيضاً
- مخططات بورتولان
- خريطة ابستورف
- مابا موندي

## روابط خارجية
- «استكشف Hereford Mappa Mundi» في الموقع الرسمي المخصص الذي تم إطلاقه في عام 2014
- "Mappa Mundi" في موقع Hereford Cathedral
- "The Hereford Mappamundi" بقلم جي سيبولد نسخة محفوظة 8 أكتوبر 2011 على موقع واي باك مشين.
- مناقشة بقلم جانينا راميريز وبيتر فرانكوبان: محقق الفن بودكاست، 22 مارس 2017
- الظاهري مابا ، محرران. مارتن فويز، هيذر واشا وآخرون. معهد شوينبرج لدراسات المخطوطات، 2018: نسخة رقمية مفتوحة الوصول من ثلاث عشرة خريطة من العصور الوسطى في العالم، بما في ذلك خريطة Hereford
- مشروع رسم الخرائط ماندفيل الرقمي ، أد. جون وايت جرينلي، رحلات السير جون ماندفيل تآمر على Hereford Mappa Mundi